# Mariam Thresia Chiramel
Mariam Thresia (nascuda Thresia Chiramel Mankidiyan; 26 d'abril de 1876 - 8 de juny de 1926) va ser una catòlica siro-malabar índia, professada religiosa i fundadora de la Congregació de la Sagrada Família. Thresia Mankidiyan es va fer coneguda per haver rebut visions freqüents i èxtasis, així com fins i tot per rebre els estigmes que guardava ben protegits. Durant tota la seva vida, ella va estar involucrada en l'obra apostòlica i va empènyer una estricta adherència a la regla del seu ordre entre els seus companys religiosos.
El papa Joan Pau II la va beatificar el 9 d'abril del 2000. El papa Francesc va aprovar un segon miracle que se li va atribuir a principis del 2019 i va ser canonitzada el 13 d'octubre de 2019.

## Biografia
Thresia Chiramel Mankidiyan va néixer a Puthenchira a la divisió d'ingressos d'Irinjalakuda del districte de Thrissur el 26 d'abril de 1876, sent la tercera dels cinc fills de Thoma i Thanda, sent batejada el 3 de maig de 1876 a l'església de Santa Maria; va ser nomenada en honor de Teresa d'Àvila. El seu oncle patern, Antony Chiramel Mankidiyan, va ser el seu padrí i la seva esposa Anna era la padrina. La seva família havia estat rica, encara que es va tornar pobra quan el seu avi va casar set filles després de vendre propietats per a cada costós dot; això va fer que els seus germans i el seu pare fossin alcohòlics. La seva mare era la segona esposa del seu pare; La primera esposa del seu pare, Mariamkutty, va morir durant un part el 1872. Tenia dues germanes i dos germans i tenien un ordre exacte: Porinchu, Mariamkutty, Ouseph i Ittianam; va néixer entre Mariamkutty i Ouseph.
El 1884, la seva mare va intentar en va dissuadir la piadosa noia dels seus severs dejunis i vigílies nocturnes. La seva mare va morir el 2 de març de 1888 després de beneir els seus fills que es van reunir al seu llit de mort. La mort de la seva mare va marcar la conclusió dels seus estudis i es va dedicar a la contemplació a la seva església parroquial local. Va fer un vot privat per mantenir-se casta el 1886. El 1891 va traçar un pla per fugir de casa per portar una vida de penitència als turons, però aviat va decidir que no i va tornar a casa. Des del 1904 van anomenar-la "Mariam" sota la creença que tenia una visió de la Santíssima Mare de Déu en la qual se li va encarregar que l'afegís al seu nom. Del 1902 al 1905 va ser sotmesa a diversos exorcismes per part del venerable Joseph Vithayathil - sota les ordres del bisbe local - i des del 1902 va ser Vithayathil qui es va convertir en el seu director espiritual fins a la seva mort.
El 1903 va demanar a Mar John Menachery, l'arquebisbe de Thrissur, que construís una casa de retirada, però va ser rebutjada. Això va succeir després que hagués format un grup amb altres tres amics i fes treball apostòlic amb famílies pobres. Menachery, en canvi, va suggerir que fes un esforç per unir-se a una congregació religiosa i la va animar a unir-se a la nova Congregació dels Clarisses Franciscans, però va marxar ja que no es va sentir cridada. Mankidiyan després va acceptar la sol·licitud del mar el 1912 per unir-se a les carmelites a Ollur i hi va estar des del 26 de novembre de 1912 fins que va marxar el 27 de gener de 1913 perquè tampoc se sentia atreta per elles. El 1913 va establir una casa a Puthenchirai el 14 de maig de 1914 va fundar la Congregació de la Sagrada Família a la qual fou professada i que tenia la seva condició; ella va ser la primera superior de l'ordre. Es deia que va tenir diverses experiències espirituals com rebre els estigmes i ocultar-ho de la vista pública; els va tenir per primera vegada el 1905, tot i que es va fer més visible el 27 de gener de 1909. També suposadament va patir una sèrie d'atacs demoníacs.
El 1926, un objecte que caigué la va colpejar a la cama i la ferida aviat va supurar. Mankidiyan va ser ingressat a l'hospital local, tot i que els metges van considerar que la seva condició era fatal i la van traslladar amb un carro de bous al seu convent on el 7 de juny de 1926 va rebre els sagraments finals i el viàtic.
Va morir a les 22:00 el 8 de juny de 1926 a causa d'una ferida a la cama que la seva diabetis va agreujar. Les seves últimes paraules van ser: «Jesús, Maria i Josep ; us dono el meu cor i la meva ànima», després va tancar els ulls i va morir. El matí de la seva mort, es va posar a terra sobre una estora, a petició seva, amb el seu director espiritual i les seves religioses al seu voltant. El seu funeral es va celebrar el 9 de juny i, d'acord amb els seus desitjos, les seves restes no es van rentar abans del funeral.

## Canonització
El procés de beatificació obert a Irinjalakuda el 12 de juliol de 1982 després de la Congregació per a les Causes dels Sants la va titular com a Serventa de Déu i va emetre el nihil obstat (res en contra) a la causa mentre el procés cognitiu s'obria el 14 de maig de 1983 i va concloure la seva tasca el 24 de setembre de 1983; la Congregació per a les Causes dels Sants després va validar el procés després de la seva conclusió a Roma el 8 de novembre de 1985 i va rebre el dossier Positio de la postulació una dècada més tard el 1997.
La junta d'historiadors es va reunir per valorar la causa i per determinar si existien obstacles històrics abans d'emetre la seva aprovació per a la causa el 27 de maig de 1997, moment en què els teòlegs la van aprovar el 9 d'octubre de 1998, com va fer la Congregació per a les Causes dels Sants el 19 d'abril de 1999. El papa Joan Pau II va nomenar la religiosa difunta com a Venerable el 28 de juny de 1999 després que ell confirmés que havia viscut una vida de virtut heroica. La investigació del miracle requerit per a la beatificació es va celebrar a l'eparquia de Trichur del 28 d'abril de 1992 al 26 de juliol de 1993 i es va validar el 22 de gener de 1999 abans de rebre l'aprovació de la junta mèdica el 16 de novembre de 1999. Els teòlegs van manifestar llavors la seva pròpia aprovació el 5 de gener de 2000. El miracle va ser el de la cura de Mathew D. Pellissery, que va néixer el 1956 amb peus equinovars congènits. Tot just podia caminar amb molta dificultat pels costats dels peus fins als catorze anys. Després de 33 dies de dejuni i oració per part de tota la família, invocant l'ajuda de Mariam Thresia, el peu dret es va allisar durant el son la nit del 21 d'agost de 1970. Igualment després de 39 dies de dejuni i oració, el peu esquerre també es va allisar durant la nit durant la nit. dormir el 28 d'agost de 1971. Des d'aleshores, Mathew ha pogut caminar normalment. Aquesta doble curació es va declarar inexplicable en termes de ciències mèdiques per fins a nou metges de l'Índia i Itàlia i va complir així l'últim requisit canònic de la seva beatificació. Va ser declarat un miracle obtingut per la intercessió de Mariam Thresia per part de la Congregació per a les Causes dels Sants el 18 de gener de 2000 abans que el mateix papa el dictés aprovat definitivament el 27 de gener de 2000. Joan Pau II va beatificar Mariam Thresia el 9 d'abril de 2000 a la Plaça de Sant Pere. Mathew Pellissery va estar present durant la cerimònia de beatificació a la plaça de Sant Pere.
El segon miracle -i el necessari per a la seva canonització- va ser investigat a la diòcesi del seu origen i posteriorment va rebre la validació formal de la Congregació per a les Causes dels Sants a Roma el 24 de juny de 2014. La curació miraculosa del nen Christopher va rebre l'aprovació del consell mèdic a Roma el març del 2018 i els teòlegs més tard ho van confirmar a l'octubre del 2018. El papa Francesc va aprovar aquest miracle el 12 de febrer de 2019, que l'habilitava per a la canonització; que es va celebrar el 13 d'octubre de 2019.
El postulant d'aquesta causa va ser el sacerdot jesuïta George Nedungatt.